# Maikel Cardona
Pour les articles homonymes, voir Cardona (homonymie).
Maikel Cristóbal Cardona (né le 16 novembre 1976 à La Havane, Cuba) est un joueur de volley-ball italo-cubain. Il mesure 2,02 m et joue central.

## Clubs
| Club                     | Pays   | De        | À         |
| ------------------------ | ------ | --------- | --------- |
| Équipe nationale de Cuba | Cuba   | 1990-1991 | 1997-1998 |
| Ravenne                  | Italie | 1998-1999 | 1999-2000 |
| Cuneo                    | Italie | 2000-2001 | 2004-2005 |
| Piacenza                 | Italie | 2005-2006 | …         |

## Palmarès
- Coppa Italia : 2002
- Supercoppa Italia : 2002
- Coupe de la CEV : 2002
- Top Teams Cup : 2006